# Моё столетие
«Моё столетие» (нем. Mein Jahrhundert) — роман Гюнтера Грасса, впервые опубликованный в 1999 году в издательстве «Steidl Verlag».
Роман «Моё столетие» состоит из ста рассказов, названных по годам, начиная с 1900 и заканчивая 1999, сюжет каждого из которых тем или иным образом связан с датой, указанной в заглавии. В большинстве рассказов повествование ведется от первого лица, но при этом лишь некоторые из них (например, 1937 и 1959) написаны непосредственно от лица самого писателя. На страницах романа отражены различные события мировой истории и истории Германии, их восприятие с точки зрения рядовых граждан.
В одном из интервью Гюнтер Грасс рассказал, что замысел «Моего столетья» пришёл к нему во время работы над другим романом — «Широкое поле». Сначала он планировал написать сочинение с точки зрения старой женщины, но постепенно эта перспектива стала для него слишком узкой.